# Spiral Architect
Spiral Architect ist eine norwegische Progressive-Metal-Band aus Oslo, die im Jahr 1993 gegründet wurde.

## Geschichte
Die Band wurde im Jahr 1993 von Ex-King’s-Quest-Gitarrist Steinar Gundersen gegründet, der sich mit den Mitgliedern der Band Anesthesia, Kaj Gornitzka (E-Gitarre), Lars K. Norberg (E-Bass) und Asgeir Mickelson (Schlagzeug), zusammenschloss. Zusammen schrieben sie einige Lieder und waren zunächst mit zwei Stücken auf der Kompilation A Gathering of Eight Norwegian Prog. Metal Bands im Jahr 1995 vertreten. Beide Lieder wurden erneut im Februar 1995 als Demo in Eigenproduktion veröffentlicht. Auf dem Demo war Leif Knashaug als Sänger zu hören.
Im Jahr 1996 stieß mit Øyvind Hægeland (ex-Manitou) ein neuer Sänger zur Band, im Jahr darauf unterzeichnete Spiral Architect einen Vertrag mit The Laser’s Edge/Sensory Records. Das Debütalbum A Sceptic’s Universe wurde im Juni 1998 bei Village Productions, Texas aufgenommen. Produziert wurde es von Neil Kernon (Brand X, Queensrÿche, Nevermore). Das Album wurde in Japan am 16. Dezember 1999 sowie weltweit am 18. Januar 2000 veröffentlicht.
Bereits im September 2000 kündigte die Band an, mit Proben für ein zweites Album begonnen zu haben, das später jedoch immer wieder verschoben wurde und bislang nicht erschienen ist.

## Stil
Spiral Architects Stil ist eine Mischung aus technischem Progressive Metal und Fusion und vergleichbar mit den Werken von anderen Bands des Genres wie Watchtower, Fates Warning und Psychotic Waltz.

## Diskografie
- 1995: A Gathering of Eight Norwegian Prog. Metal Bands (Kompilation mit Tritonus, Manitou, Trivial Act, Winterland, The Heartless, Sagittarius und Minas Tirith, FaceFront Records)
- 1995: Spiral Architect (Demo, Eigenveröffentlichung)
- 1999: A Sceptic’s Universe (Album, Sensory Records)